# Stenhomalus ornatrix
Stenhomalus ornatrix är en skalbaggsart som beskrevs av Holzschuh 1995. Stenhomalus ornatrix ingår i släktet Stenhomalus och familjen långhorningar. Inga underarter finns listade i Catalogue of Life.